# プラネタリウム (大塚愛の曲)
「プラネタリウム」（Planetarium）は、大塚愛の10枚目のシングル。2005年9月21日にavex traxよりリリースされた。初回限定特殊パッケージ仕様。DVD付きも同時発売。

## 解説
- BUMP OF CHICKENが2005年7月に同じタイトルでシングルを発売している。
- オリコン初登場1位となったシングルとしては2枚目。その後7週連続トップ10入り。大塚が2005年に発売したシングルとしては最大の売り上げを記録し、「さくらんぼ」に次ぐ自身2番目のヒット作となっている[2]。また2024年現在唯一となる、オリコン月間シングルチャート1位を獲得した作品である。
- 本作の配信開始から12年8ヶ月後の、2018年5月度日本レコード協会リリースにて、フル配信でのミリオンが認定された。大塚のブレイク期は着うた全盛の時代に当たっていたため、着うたでの達成は過去にもあったが、フル配信でのミリオン達成は本作のみ[要出典]。
- 2005年12月31日放送の『第56回NHK紅白歌合戦』でこの曲を歌った。
- 2007年3月31日には、セガトイズから家庭用プラネタリウム「ホームスター 大塚愛のプラネタリウム」が3000台の数量限定で発売され、本作のオルゴールバージョンを収録したCDや歌詞入りポストカードが同梱されている[3]。
- 2024年7月12日には、YouTubeチャンネル『THE FIRST TAKE』（第454回）に初出演し、「プラネタリウム」のピアノ弾き語りバージョンを披露[4]。動画は420万回以上再生され、同年8月28日には「プラネタリウム - from THE FIRST TAKE」として、この時の音源が配信リリースされた[5]。
- 2015年7月1日にデジタル配信を開始してから、約10年後となる2025年5月19日付オリコン週間ストリーミングランキングにて、「プラネタリウム」の累積再生数が1億回を突破した[6]。

## 収録曲
（全作詞・作曲：愛／編曲：愛×Ikoman）

### CD
1. プラネタリウム (05:10)
井上真央主演のTBS系ドラマ『花より男子』（第1期）イメージソングおよび挿入歌、「music.jp」CMソング。
この曲は和風の要素（尺八、花火、浴衣、風車）を多く取り入れている。
原曲は「Happy Days」と同じ頃に制作されたもので、自身が短大生だった頃に存在していた。デビュー数ヶ月前にプリプロダクションやアレンジを行っており、リリース前に細かいレコーディングのし直しが行われた[7]。楽曲制作にあたっては19歳の時に石川県の真っ暗な海に行った際の星の輝きの綺麗さにも影響を受けており、自身が以前から好きなプラネタリウムに楽曲の世界観がリンクしたことからタイトルに付けられた[8]。
3rdオリジナルアルバム『LOVE COOK』の10曲目,1stベストアルバム『愛 am BEST』の12曲目に収録。
2. drop. (04:28)
ライオン「植物物語 ハーブブレンド」CMソング。CMには大塚本人も出演している[7]。
3. プラネタリウム (Instrumental) (05:08)
4. drop. (Instrumental) (04:25)

### DVD
1. プラネタリウム (Music Clip)

## 収録アルバム
- 『LOVE COOK』（#1）
- 『愛 am BEST』（#1）
- 『a-box NEO』（#1）
- 『恋のうた2』（#1）
- 『.LOVE』（#1）
- 『LOVE is BEST』（#2）

## カバー
- イギリスのパンクバンド・SNUFFのドラム及びヴォーカルを担当するダンカン・レッドモンズが、ソロプロジェクト「DUNCAN'S DIVAS」名義で同曲をカバーしている（2007年のアルバム『Sticks Up Girls』に収録） 。